# لورين غوردون
لورين غوردون (بالإنجليزية: Lorraine Gordon)‏ هي ناشِطة أمريكية، ولدت في 15 أكتوبر 1922 في نيوآرك في الولايات المتحدة، وتوفيت في 9 يونيو 2018 في نيويورك في الولايات المتحدة.

## وصلات خارجية
- لورين غوردون على موقع IMDb (الإنجليزية)
- لورين غوردون على موقع قاعدة بيانات الفيلم (الإنجليزية)
- لورين غوردون على موقع كينوبويسك (الروسية)